# カイ・ハンセン
カイ・ハンセン（Kai Michael Hansen、カイ・ミヒャエル・ハンゼン 1963年1月17日 -　）は、ドイツ出身のロックミュージシャン、シンガーソングライター、音楽プロデューサー。
同国のパワーメタル・バンド「ハロウィン」や「ガンマ・レイ」の設立に関わり、ジャーマンメタルの創生期から活動するプレイヤーの一人。
身長175cm。

## 略歴
10歳の時、ドラムを始めるが、ほどなくしてギターに興味を示すようになる。
12歳のときにもらったクラシックギターがギタリストとしてのキャリアの始まり。
その2年後、バンドを結成。ジューダス・プリースト、ブラック・サバスなどに影響を受ける。
この時期に彼は初めてのエレクトリック・ギターを手に入れる。それは、アイバニーズ製の白いレスポールだったという。
1979年、友人のピート・シールク（現アイアン・セイヴィアー）と共にIron Fistというスラッシュメタルバンドを始める。
その後、ベースのマーカス・グロスコフ、ドラムのインゴ・シュヴィヒテンバーグ、脱退したピートに代わり加入したギタリストのマイケル・ヴァイカートを加え、ハロウィンを始動。
1985年にミニアルバム『Helloween』でメジャーデビュー後、翌年の1986年にオリジナルアルバム『Walls Of Jericho』を発表し、ハロウィンとしての活動を本格的に始める。
その後、ギターを弾きながら歌う現在のスタイルに限界を感じてきたカイは、新たに専任ボーカリストを迎える決断を下す。
そして、当時18歳だったマイケル・キスクが加入。
カイはコンポーザー兼ギタリストとして活動するようになり、1987年にアルバム『Keeper Of The Seven Keys Part 1』（邦題： 守護神伝 第一章）、1988年に『Keeper Of The Seven Keys Part 2』（邦題： 守護神伝 第二章）をリリース。
ヨーロッパのみならず、世界的なスターバンドへとのし上がる。
しかし1989年、肝臓の疾患を理由にハロウィンを脱退する。
その後、地元ハンブルクの大学で本格的に音楽理論を学び（この頃に後にガンマ・レイで共に活動する、ディルク・シュレヒターと出会う）、1990年に新たなバンド、ガンマ・レイとしてデビューアルバム『Heading For Tomorrow』を発表した。
1994年、ボーカリストのラルフ・シーパースの脱退に伴い、ハロウィン初期以来のボーカリスト兼任になる。
1997年、ガンマ・レイの活動と並行して、アイアン・フィスト時代からの旧友、ピート・シールクと共にアイアン・セイヴィアーを結成。
当初は彼ら二人のプロジェクトとしての色合いが強かったが、後にパーマネントなバンドとして本格的に始動する。
2002年、ガンマ・レイの活動に専念するため、アイアン・セイヴィアーを脱退。
2011年、かつての盟友マイケル・キスク率いるバンド、Unisonicに参加することを発表。
2017年、マイケル・キスクと共に、古巣ハロウィンのワールドツアーに参加しリユニオンが実現。翌2018年、このラインナップでジャパン・ツアーも実施し来日を果たした。2021年にはアルバム『Helloween』の製作にも関わった。
その後もガンマ・レイとしての活動を継続しながら、ユニット活動・プロデュース活動も精力的に行う。
夫人との間に子供がおり、息子のティム・ハンセンはINDUCTIONのギタリストとして活動している。

## エピソード
- 2010年に発表されたアルバム『To The Metal』のタイトルトラックを来日公演で演奏する際、ジューダス・プリーストのロブ・ハルフォードを模したサングラスと帽子を着用していた。
- あまり有名でなかったころのブラインド・ガーディアン、ヘヴンズ・ゲイト、アングラ等の初期作品にゲスト参加するなど、パワーメタル界の若手へのサポートも多い。
- ハロウィンのマイケル・ヴァイカートとは、脱退後もしばらく確執があったと言われているが、ヴァイカートとカイが当時のことを語るところでは「2人とも(ノイズレコードとの)酷い契約の所為で心身共に荒んでいてたまたまそういういざこざが起きてしまった時期だった」と語っており、今も昔も友達同士であることは変わりはないという。2006年にはハロウィンのライブでゲスト出演したり、この時期、カイもインタビューにおいて「ハロウィンとのジョイント・ツアーも悪くない」といった旨の発言している。
- カイは以前からハロウィンのリーダーであるヴァイカートにジョイントツアーの話を持ちかけており、2007年にやっとお互いのタイミングが揃いジョイント・ツアーが実現した。
- ライブや楽曲(Heavy Metal (is the Law)やMan on a Mission等)でしばしば放つ「Alright!（アーライ！）」のシャウトがファンにとって彼の代名詞の1つになっており、2010年発売のGamma Rayのベストアルバムのタイトルにも採用されている。[6]
- 2021年1月21日よりサービス開始されたスマートフォン用音楽ゲーム『ディズニー ミュージックパレード』にて、9月30日に追加された楽曲「フック船長はエレガント」のカヴァー版のボーカルを担当した（アレンジは青木征洋が担当）[7]。

## 使用機材
ハロウィン在籍中の頃からフライングVタイプを使用し続けており、特にESP製の自身のシグネチャーモデルであるサーモンピンクのランディVタイプ（初期はフェルナンデス製）がトレードマークとなっている。
2014年以降はガンマ・レイやユニソニックのツアーで、ギブソン・レスポール・カスタムも使用している。

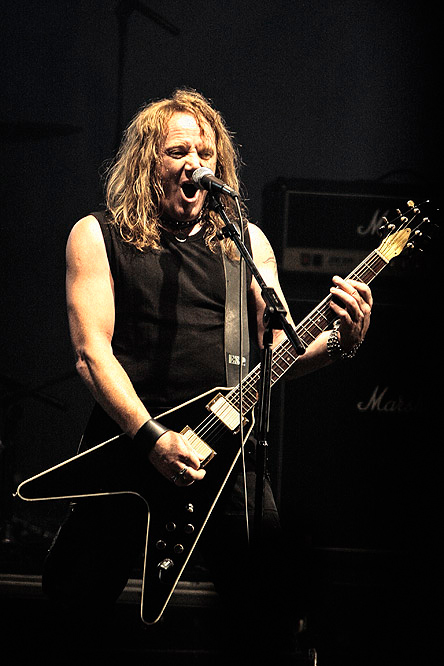
ギブソン製「フライングV」(2008年)
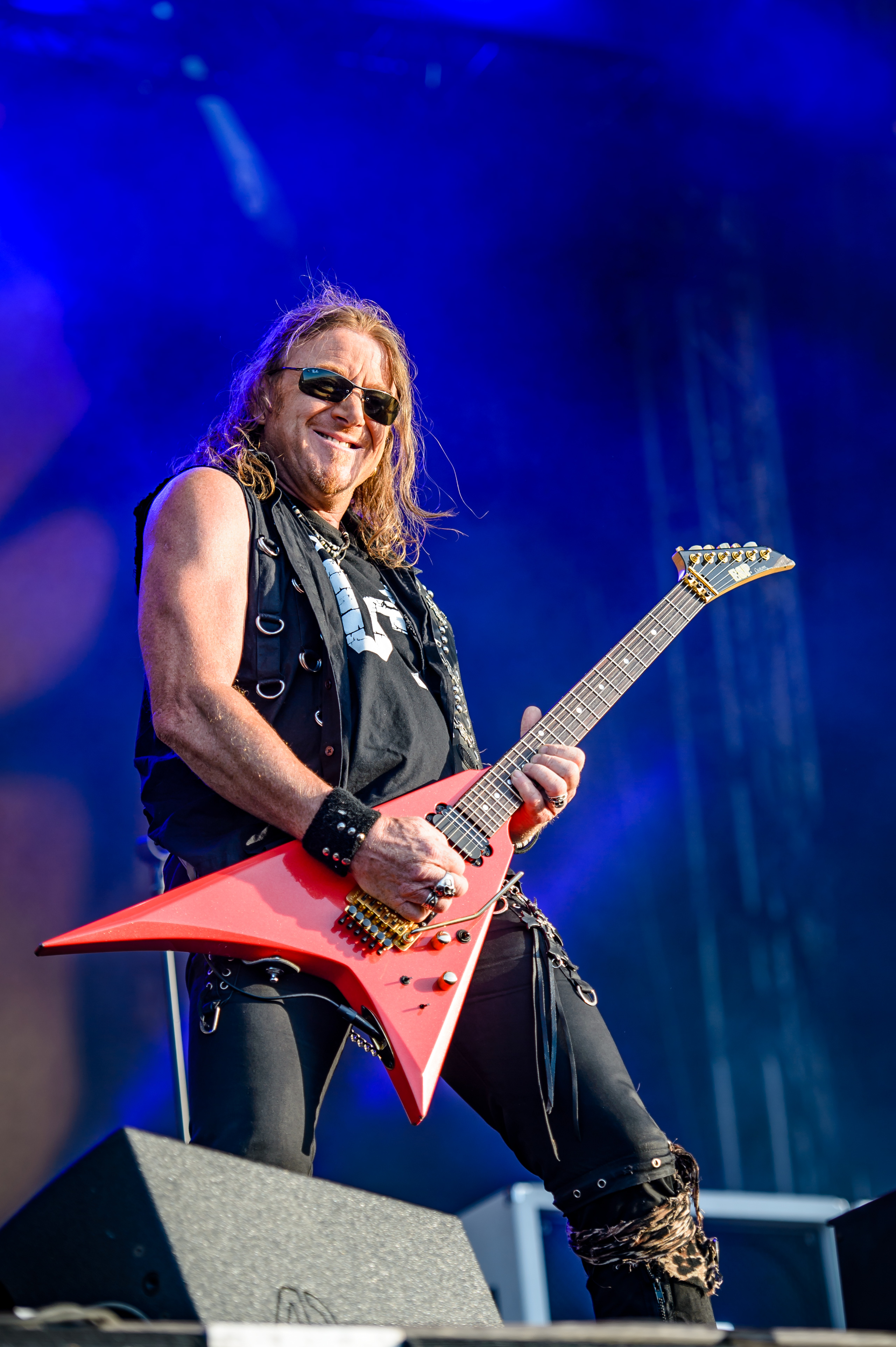
ESP製「ランディV」(2016年)

## ディスコグラフィー

### ハロウィン (Helloween)
- Helloween (1985)
- Walls of Jericho (1985)
- Keeper of the Seven Keys Part 1 (1987)
- Keeper of the Seven Keys Part 2 (1988)
- Helloween (2021)

### アイアン・セイヴィアー (Iron Savior)
- Iron Savior (1997)
- Unification (1999)
- Interlude (EP, 1999)
- Dark Assault (2001)

### ガンマ・レイ (Gamma Ray)
- Heading for Tomorrow (1990)
- Sigh No More (1991)
- Insanity and Genius (1993)
- Land of the Free (1995)
- Alive '95 (Live, 1996)
- Somewhere Out in Space (1997)
- Powerplant (1999)
- Blast from the Past (Best, 2000)
- No World Order (2001)
- Skeletons in the Closet (Live, 2003)
- Majestic (2005)
- Land of the Free II (2007)
- Hell yeah! - The awesome foursome - Live in Montreal (Live, 2008)
- To The Metal (2010)
- Live Skeltons & Majesties (Live, 2012)
- Empire of the Undead (2014)

### ユニソニック (Unisonic)
- Unisonic (2012)
- Light of Dawn (2014)